# NGC 1320
NGC 1320 is een spiraalvormig sterrenstelsel in het sterrenbeeld Eridanus. Het hemelobject werd op 20 september 1784 ontdekt door de Duits-Britse astronoom William Herschel.

## Synoniemen
- PGC 12756
- MCG -1-9-36
- MK 607
- KUG 0322-032
- IRAS03222-0313